# Konstantin Derjugin
Konstantin Michajłowicz Derjugin (ros. Константин Михайлович Дерюгин) (ur. 27 stycznia 1878 w Petersburgu, zm. 27 grudnia 1938 w Moskwie) – rosyjski zoolog i hydrobiolog, badacz hydrobiologii i fauny Morza Białego, Zatoki Kolskiej i Fińskiej, ujścia rzeki Newy jak i Jeziora Mogilnoje.  
W 1900 ukończył studia na uniwersytecie w St. Petersburgu, w 1915 roku zdobył tytuł doktora, a w 1918 został profesorem uniwersytetu w St. Petersburgu. W latach 1924–1931 kierował tamtejszym Instytutem Biologii. W 1925 organizował powstanie stacji badawczej nad Oceanem Spokojnym we Władywostoku, późniejszym Instytucie Badań Rybołówstwa i Oceanologii, którego był pierwszym dyrektorem. 
W swojej pracy stworzył metody kompleksowego badania wód morskich i geograficznego rozmieszczenia fauny morskiej jako podstaw dla wiedzy o ewolucji mórz. 
Najważniejsze publikacje:
- Derjugin, К.М. (1915): Фауна Кольского залива и условия ее существования // Зап. Имп. Акад. наук. Сер. 8, Физ.-мат. отд-ние. Т. 34, Nr. 1. s. 1–929.
- Derjugin, К.М. (1916): Космополитизм и биполярная теория // Природа. 1916. Февраль. s. 185–202.
- Derjugin, К.М. (1924): Баренцево море по Кольскому меридиану (33° 30'), (Тр. Сев. науч.-промысл. экспедици).
- Derjugin, К.М. (1925a): Реликтовое озеро Могильное: (остров Кильдин в Баренцовом море) : монограф. очерк.
- Derjugin, К.М. (1925b): Отрицательные черты бентонической фауны Белого моря и причины этого явления // Рус. гидробиол. журн., t. 4, nr. 7–9. s. 123–120.
- Derjugin, К.М. (1928): Фауна Белого моря и условия ее существования.
- Derjugin, К.М. (1930): Гидрология и биология // Исслед. морей СССР, s. 37–45.
- Derjugin, К.М. (1934): Исследования морей СССР в биогеографическом отношении за последние 15 лет // Тр. I Всесоюз. геогр. съезда. Л. : Геогр. о-во СССР, s. 36–45.
- Derjugin, К.М. (1937): Основные черты современных фаун морей СССР и вероятные пути их эволюции // Учен. зап. ЛГУ, t. 3, s. 237–248.
- Derjugin, К.М. (1939): Зоны и биоценозы залива Петра Великого // Сборник, посвященный научной деятельности почетного члена Академии наук СССР, заслуженного деятеля науки и техники Николая Михайловича Книповича (1885–1939), s. 115–142.
- Derjugin, K. (1927): La distribution bipolaire des organismes marins // Bull. Inst. Oceanogr. Mar. t. 49. s. 1–23.